# Lockheed Martin Prepar3D
Prepar3D (pronunciado en inglés prepared, también conocido como P3D) es una plataforma de simulación desarrollada por Lockheed Martin. Presentado con fines profesionales o académicos, el software permite a los usuarios crear escenarios educativos en el aire, el mar y en tierra. Un kit de desarrollo acompaña al software para crear escenarios y más vehículos. Prepar3D está a disposición del público a través su página web.

## Historia
En 2009, Lockheed Martin anunció que había negociado con Microsoft para comprar la propiedad intelectual (incluyendo el código fuente) del producto Microsoft ESP. Microsoft ESP es la versión de uso comercial de Flight Simulator X SP2. El 17 de mayo de 2010, Lockheed anunció que el nuevo producto basado en el código fuente ESP sería llamado Prepar3D. Lockheed ha contratado a los miembros de la desarrolladora original de Flight Simulator X (ACES Estudios) para continuar con el desarrollo del producto. La mayoría de los complementos para Flight Simulator X sirven en Prepar3D sin ningún ajuste porque Prepar3D se mantiene compatible con versiones anteriores.

## Historial de versiones
- La versión 1.0 fue lanzada en noviembre de 2010
- La versión 1.1 fue lanzada en abril de 2011
- La versión 1.2 fue lanzada en septiembre de 2011
- La versión 1.3 fue lanzada en marzo de 2012
- La versión 1.4 fue lanzada en agosto de 2012
- La versión 2.0 fue lanzada en noviembre de 2013 (sin actualización para los usuarios de la v1)
- La versión 2.1 fue lanzada en febrero de 2014
- La versión 2.2 fue lanzada en abril de 2014
- La versión 2.3 fue lanzada en agosto de 2014
- La versión 2.4 fue lanzada en septiembre de 2014
- La versión 2.5 fue lanzada en febrero de 2015
- La versión 3.0 fue lanzada en septiembre de 2015 sin actualización para los usuarios de la v1/v2)
- La versión 3.1 fue lanzada en diciembre de 2015
- La versión 3.2 fue lanzada en marzo de 2016
- La versión 3.3 fue lanzada en junio de 2016
- La versión 3.4 fue lanzada en enero de 2017
- La versión 4.0 fue lanzada en mayo de 2017
- La versión 4.1 fue lanzada el 10 de octubre de 2017
- La versión 4.2 fue lanzada el 12 de febrero de 2018
- La versión 4.5 fue lanzada el 9 de abril de 2019
- La versión 5.0 fue lanzada el 14 de abril de 2020

## Características
- DirectX 11
- La versión 5 utiliza DirectX 12
- SimDirector
- 24 900 aeropuertos, incluyendo 45 aeropuertos de alta resolución y 40 ciudades de alta resolución
- Elementos ambientales incluidas carreteras, vehículos, tráfico y ganado
- Gráficos personalizables
- Topografía precisa con texturas
- Sistema meteorológico en tiempo real modificable, estaciones y una variedad de efectos de iluminación
- Control del tráfico aéreo realista
- Biblioteca de modelos de vehículos ampliable

Añadido en la versión 3.0
- La integración de Autodesk Scaleform
- Mejoras visuales y de rendimiento
- Actualizada la interfaz
- Modo avatar
- Árboles 3d (hechos por SpeedTree)

Añadido en la versión 4.0
- Integración de 64 bits
- Procesamiento multi-hilo

## Licencias
- Licencia académica ($59.95)
- Licencia profesional ($199.00)
- Licencia profesional plus ($2300)

### Licencias de desarrollador
- Licencia desarrollador profesional ($9.95)
- Licencia desarrollador profesional plus ($19.95)

## Aviones incluidos
Lista de las aeronaves de acuerdo con la versión 2.5:
- Maule Orion
- Mooney Bravo
- Robinson R22
- Beechcraft Baron 58
- Beechcraft King Air 350
- Piper Cub
- Mooney Acclaim de Lionheart
- Beechcraft T-6 Texan II de IRIS
- Lockheed Martin F-22 Raptor de IRIS
- Lockheed Martin F-35 de Dino Cattaneo
- Lockheed P-38 Lightning de Just Flight
- Lockheed C-69 Constellation de Just Flight
- Beechcraft Bonanza A-36 de Carenado
- Extra 300 S de Alabeo

Nuevos en la versión 3.0
- Virtavia Sikorsky H-60 Black Hawk
- India India Alpha Foxtrot Echo F-35A

## Otros vehículos incluidos
- Submarino Neptuno